# Ricarda-Huch-Schule (Kiel)
Die Ricarda-Huch-Schule ist ein Gymnasium in Kiel. Die Schule wurde 1861 gegründet. Insgesamt werden 677 Schüler (2012) von 67 Lehrkräften unterrichtet (2025).

## Geschichte
Die spätere Ricarda-Huch-Schule wurde 1861 als erste öffentliche höhere Mädchenschule in Schleswig-Holstein in der Kieler Altstadt gegründet. Als Schulgebäude kaufte die Stadt den Jahns Hof am Kleinen Kiel, das Geburtshaus von Max Planck. Anfangs wurden rund 200 Schülerinnen in fünf, ab 1862 sechs Klassen unterrichtet. Da die staatliche Schule jedoch Konkurrenz in Form mehrerer privater Institute, darunter der höheren Mädchenschule der Johanna Antonie Broekel, besaß, nahm die Zahl der Schülerinnen in den folgenden Jahren ab. 1878 wurde die Schule zu einer Mittelschule zurückgestuft.
1890 wurde ein zunächst privates Lehrerinnenseminar angegliedert, aus dem sich die gymnasiale Oberstufe entwickelte, an der ab 1911 auch Frauen das Abitur ablegen konnten. Aber erst 1925 erhielten die ersten Abiturientinnen die volle Studienzulassung. 1924 zog das Mädchengymnasium, mit inzwischen 1000 Schülerinnen die größte Schule in Preußen, an den Westring nach Kiel-Ravensberg. Während des Zweiten Weltkrieges wurde das Schulgebäude als Wohnheim für Fremdarbeiter beschlagnahmt. Die älteren Schülerinnen wurden im Schichtunterricht an der Hebbelschule unterrichtet, die jüngeren mit der Kinderlandverschickung nach Usedom verlegt.
1948 fand der Unterricht wieder am Ravensberg statt und die Schule wurde nach der kurz zuvor verstorbenen Dichterin Ricarda Huch benannt. 1962 fand der Umzug in ein ebenfalls am Westring gegenüber der Universitätskirche liegendes modernes Gebäude statt. Am 9. Juni 1969 griff der bundesweite studentische Protest auf die Ricarda-Huch-Schule über. Die Polizei löst einen Demonstrationszug von 200 Schülerinnen und Studenten auf, der sich gewaltsam Zutritt zum verbarrikadierten Schulgebäude verschafft hatte.
Trotz einigen Widerstandes durch das Kollegium wurde 1971 die Koedukation eingeführt. Dementsprechend erfolgte die Umbenennung der Schule fünf Jahre später in „Ricarda-Huch-Schule. Gymnasium der Landeshauptstadt Kiel“. 1991 wurde die RHS als eine von fünf Pionierschulen in Schleswig-Holstein mit bilingualem Unterricht ausgewählt. Diese Methode wird seit 1997 an der RHS regulär angeboten. Seit 1996 beteiligt sich die Schule kontinuierlich am Comenius-Programm, der EU. 2005 wurde an der Ricarda-Huch-Schule die erste Bläserklasse eingeführt. Dadurch bietet sich den Schülern die Möglichkeit, neben dem theoretischen Musikunterricht ein Instrument zu erlernen. Seit 2011 wurde die Schule umfangreich renoviert und modernisiert. Inzwischen  ist die Renovierung aller Klassenräume, des Verwaltungstraktes und der Mensa und der Sporthalle abgeschlossen.

## Architektur
Mit dem Wiederaufbau der Stadt nach dem Zweiten Weltkrieg wurden auch viele Schulen neu errichtet. Für den Kieler Nachkriegsschulbau war der Architekt und Leiter des Kieler Hochbauamts Rudolf Schroeder (1897–1965) verantwortlich. Noch heute ist das Kieler Stadtbild von den damals gebauten Pavillonschulen geprägt, zu denen auch die Ricarda-Huch-Schule gehört. Im Jahre 1957 beschloss die Kieler Ratsversammlung den Neubau eines Schulgebäudes auf dem heutigen Grundstück der Schule. Die Grundzüge der damaligen Architektur sind immer noch deutlich zu erkennen. Der Baustil der Pavillonschule beinhaltet das Konzept der „Gartenschule“ als Flachbau mit Klassengärten, großflächigen Fensterfronten und Vorfluren.
Im Jahr 2011 begannen Umbauarbeiten. Dazu gehören eine Sanierung des Aulagebäudes, der Klassenzeilen, der Bau einer Mensa sowie die Umgestaltung der Sportanlagen. Die Mensa besteht aus zwei Gebäudeteilen. Der zweigeschossige Riegelbau (Verblendmauerwerk) enthält Freizeitflächen, die Haustechnik sowie eine Verteilerküche; der eingeschossige Kopfbau mit einer großzügigen Glasfassade enthält den Speisesaal mit circa 240 Sitzplätzen. Das Konzept der Mensa umfasst einerseits Luftigkeit, Transparenz und Übersichtlichkeit, andererseits gibt es auch ruhige Bereiche für unterschiedliche Bedürfnisse. Neben den anthrazit-farbenen Gebäuden der Aula und der Mensa soll eine neue Drei-Feld-Sporthalle entstehen. Die Fertigstellung dieser Baumaßnahmen ist seit 2014 abgeschlossen.

## Schulprogramm
Leitgedanke der Ricarda-Huch-Schule ist der Begriff der Humanitas, der einerseits mit Menschlichkeit, andererseits mit höherer Bildung übersetzt wird. Dieser beinhaltet einen respektvollen und toleranten Umgang gegenüber unterschiedlichen Charakteren. Jede Schülerin und jeder Schüler soll sich bestmöglich entfalten können. Die Ricarda-Huch-Schule orientiert sich am Leistungsgedanken und sieht sich zugleich humanen Werten verpflichtet. Es wird Wert gelegt auf weit gefächerte Bildung, die die Bereiche der Sprachen, Naturwissenschaften, Geisteswissenschaften, Sozialwissenschaften, Künste und des Sports umfasst. Die Schüler sollen lernen, sich für die demokratische Grundordnung einzusetzen und für sich, ihre Mitmenschen und ihre Umwelt Verantwortung zu übernehmen. Lehrkräfte, Schüler und Eltern sollen gemeinsam das Schulleben gestalten.

## Schulangebot
Die Ricarda-Huch-Schule ist ein Gymnasium in 8 und 9 Jahren (G8/G9) und Offene Ganztagsschule; die Oberstufe wird in der Form der Profiloberstufe angeboten.

### Unterstufe
- Bläserklasse: Musizieren im Klassenverband mit Orchesterinstrumenten während des regulären Musikunterrichts, um musikalisches Verständnis und Kreativität zu fördern.

### Mittelstufe
- Bilingualer Unterricht: Es besteht die Möglichkeit, die Fächer Geschichte oder Geographie in der englischen Sprache von Fachkräften unterrichtet zu bekommen, um Sprachkompetenz auszubauen und die Sprache anwenden zu können.
- Die Wahl der 2. Fremdsprache findet in der 6. Klasse statt, zur Auswahl stehen Latein oder Französisch.
- In der 8. Klasse entscheiden sich die Schüler für ein Wahlpflichtfach, das entweder eine 3. Fremdsprache (Französisch oder Latein) oder das Fach MINT sein kann.

### Oberstufe
- Profiloberstufe: Jedes Jahr werden neue Profile von den Schülern durch Wahl bestimmt, angeboten werden folgende Profile:

1. Sprachliches Profil mit Französisch bzw. Latein oder Englisch als Hauptfach
2. Naturwissenschaftliches Profil mit Biologie, Chemie oder Physik
3. Gesellschaftswissenschaftliches Profil mit Wirtschaft / Politik, Geschichte oder Geographie

- Es besteht die Möglichkeit, Spanischunterricht in der Oberstufe als neu beginnende Fremdsprache zu belegen.

## Zusatzangebote
Die Ricarda-Huch-Schule bietet als Offene Ganztagsschule in der Mensa für alle Schüler ein warmes Mittagsessen an. Die RHS bietet zudem jedes Jahr neue Arbeitsgemeinschaften an, diese werden von Lehrern oder Schülern organisiert. Das aktuelle Programm ist auf der Homepage einzusehen.
| - Rics (Unterstufe) - Ricarda Whisperers (Mittelstufe) - RicH VoiceS (Oberstufe) - Elternchor - Lehrerchor | - Bläserklassen 5&6 - Junior Brass Band - Youngster Brass Band - Advanced Brass Band - Swinging Brass Band - Schulorchester | Unterstützt wird auch regelmäßig die Teilnahme an nachstehenden Projekten: - Comenius-Programm - Jugend forscht - Girls’ Day - Sozialer Tag - Känguru-Wettbewerb Mathematik - Bundesjugendspiele Turnen und Leichtathletik - Model United Nations (MUN) - Hausaufgaben- und Nachmittagsbetreuung - Campus Projekt - Verschiedene AG's wie z. B. Garten, Erste Hilfe, Theater, Kendo, Streicher - Für Oberstufenschüler: Sanitätsdienst der Schule nach kostenloser Ausbildung bei den Maltesern |

## Künstlerische und sportliche Erfolge
Die Bands der RHS treten seit vielen Jahren regelmäßig bei der Kieler Woche, auf Big-Band-Festivals und bei dem Landesjazzwettbewerb auf. Zu Vokal-Projekten der letzten beiden Dekaden zählen die Aufführung von Kantaten, Musicals, Oberstufenprojekten und die Teilnahme an Kirchenkonzerten, Aufführungen der Kieler Woche, Chorwettbewerben von Jugend musiziert und dem Deutschen Chorfest Berlin. Zu Bekanntheit gelangte zuletzt die Gesangsformation Ohne Zuckerzusatz. Bei künstlerischen Wettbewerben auf Landes- und Bundesebene ist die RHS seit Jahrzehnten erfolgreich, beispielsweise 2010, als sie mit mehr als 60 Landespreisträgern einen neuen Rekord aufgestellt hat. Etwas Besonderes war die Teilnahme an den 2006 bzw. 2007 veranstalteten bundesweiten Wettbewerben für Skulpturen und Moderne Kunst des Wilhelm-Lehmbruck-Museums und des Museums Küppersmühle (beide in Duisburg), bei denen RHS-Schülerarbeiten in bundesweit beachteten Ausstellungen gezeigt und dokumentiert wurden.
Innerhalb des Sport-Wettbewerbs Jugend trainiert für Olympia, an dem die RHS regelmäßig teilnimmt, ragt der 1. Platz der Landesmeisterschaft 2012 in Volleyball WIII heraus. Die Kooperationen mit dem Schachclub Meerbauer und der Rudergesellschaft Germania tragen ebenfalls zu sportlichen Erfolgen bei. Im Breitensport findet nahezu alljährlich ein Sponsorenlauf statt, dessen Erlös jeweils einem guten Zweck gespendet wird.

## Persönlichkeiten
- Alexandra (bürgerlich Doris Treitz) (1942–1969), Schülerin an der RHS; Sängerin
- Johanna Antonie Broekel (Künstlername A. Brook) (1819–1890), Gründerin eines Mädcheninstituts [Vorläuferin der RHS]; Romanschriftstellerin
- Angelique Kerber (* 1988), Tennisprofi
- Ilse Lebert (* 1943), Sport- und Französischlehrerin an der RHS; Mitglied der Ratsversammlung der Landeshauptstadt Kiel
- Anni Meetz (1904–1980), Lehrerin für Deutsch, Geschichte und Englisch an der RHS; Professorin für Literaturwissenschaft in Kiel
- Dirk von Petersdorff (* 1966), Schüler an der RHS; Prof. für Literaturwissenschaft an der Universität Jena
- Klaus Prange (1939–2019), Lehrer für Deutsch und Englisch an der RHS; Prof. für Pädagogik in Tübingen
- Gertrud Schiller (* 1909), Direktorin der RHS; Oberschulrätin der Stadt Kiel
- Hedwig Sievert (1907–1980), Schülerin an der RHS; Leiterin des Stadtarchivs Kiel
- Friederike Woebcken, Musiklehrerin an der RHS bis 1993, Leiterin des Madrigalchors Kiel und Professorin für Chorleitung an der Hochschule für Künste Bremen und der Universität Bremen
- Frank Zachos (* 1974), Schüler an der RHS; Leiter der Säugetiersammlung des Naturhistorischen Museums Wien